# Slanke kaardenbol
De slanke kaardenbol (Dipsacus strigosus) is een tweejarige plant uit de kamperfoeliefamilie (Caprifoliaceae). De plant komt van nature voor in Rusland. In Nederland is de soort adventief en zeldzaam. De slanke kaardenbol lijkt veel op de kleine kaardenbol, maar deze heeft violette helmknoppen en de slanke kaardenbol witte tot roomwitte. De hoofdjes van de kleine kaardenbol zijn kleiner dan die van de slanke kaardenbol. Het aantal chromosomen is 2n = 18.
De plant wordt 50-200 cm hoog. De eironde rozetbladeren hebben een lange bladsteel en staan schuin omhoog. De gesteelde, onderste stengelbladeren zijn aan de voet niet vergroeid. De bovenste stengelbladeren zijn driedelig met een grote topslip en kleine zijslippen.
De slanke kaardenbol bloeit in met lichtgele bloemen in 30-40 mm brede hoofdjes. De spits toelopende omwindselbladeren zijn langer dan de 15-20 mm lange stroschubben en alleen aan de achterkant gewimperd. De meeldraden hebben witte tot lichtgele of groenachtige helmknoppen.
De vrucht is een grijsbruin nootje.
De slanke kaardenbol komt voor op braakland en in wegbermen.

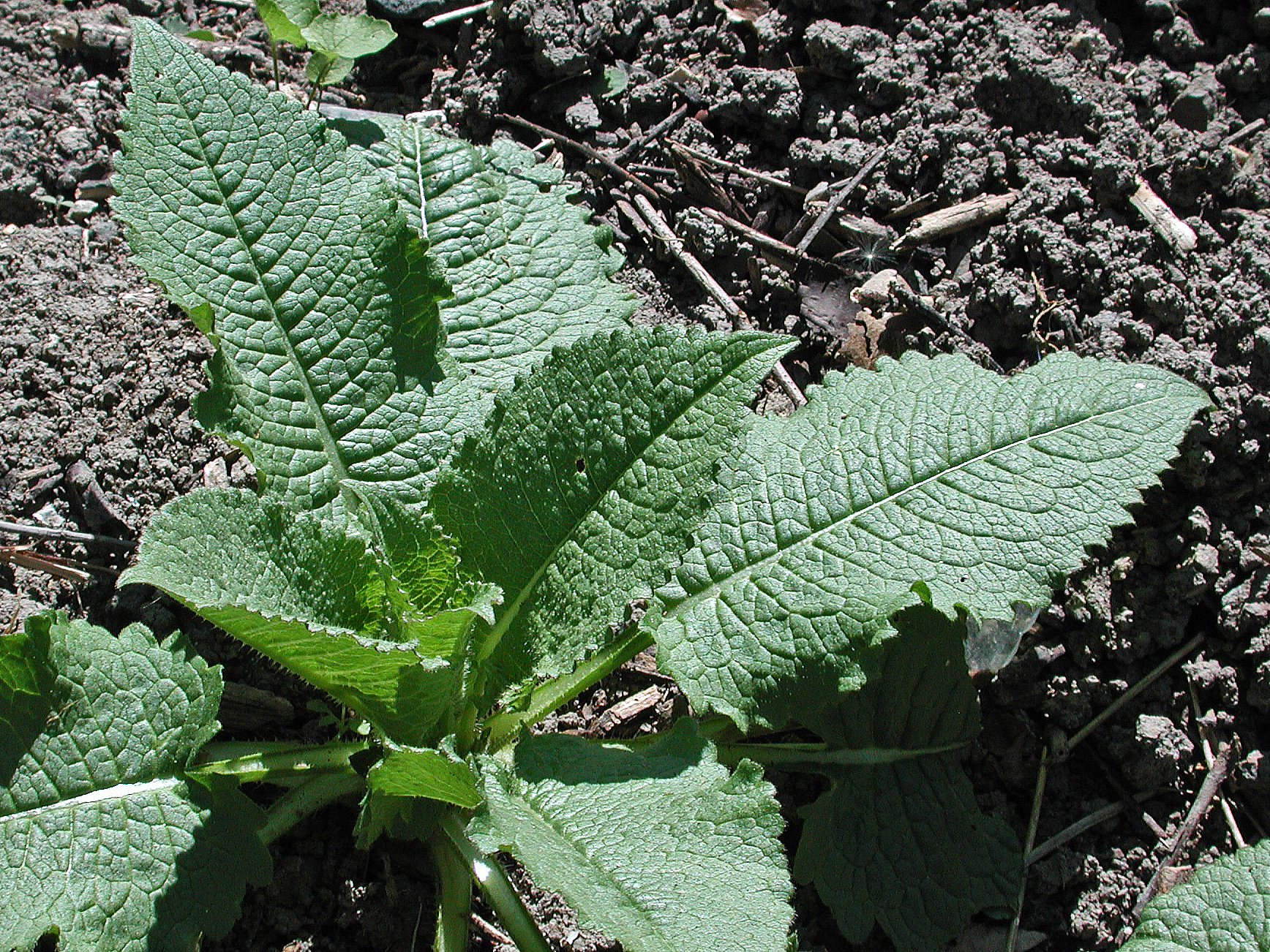
Plant
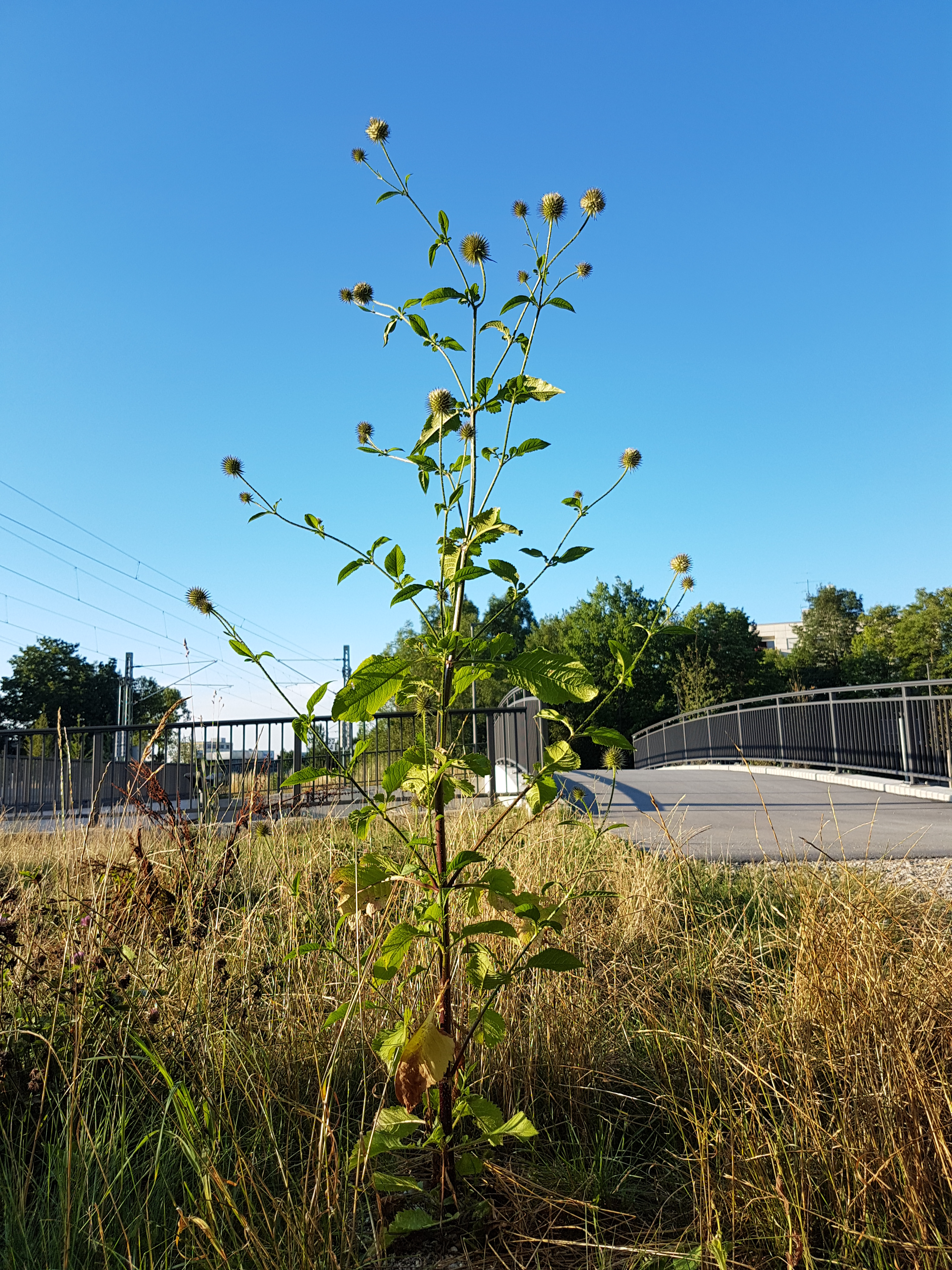
Bloeiende plant
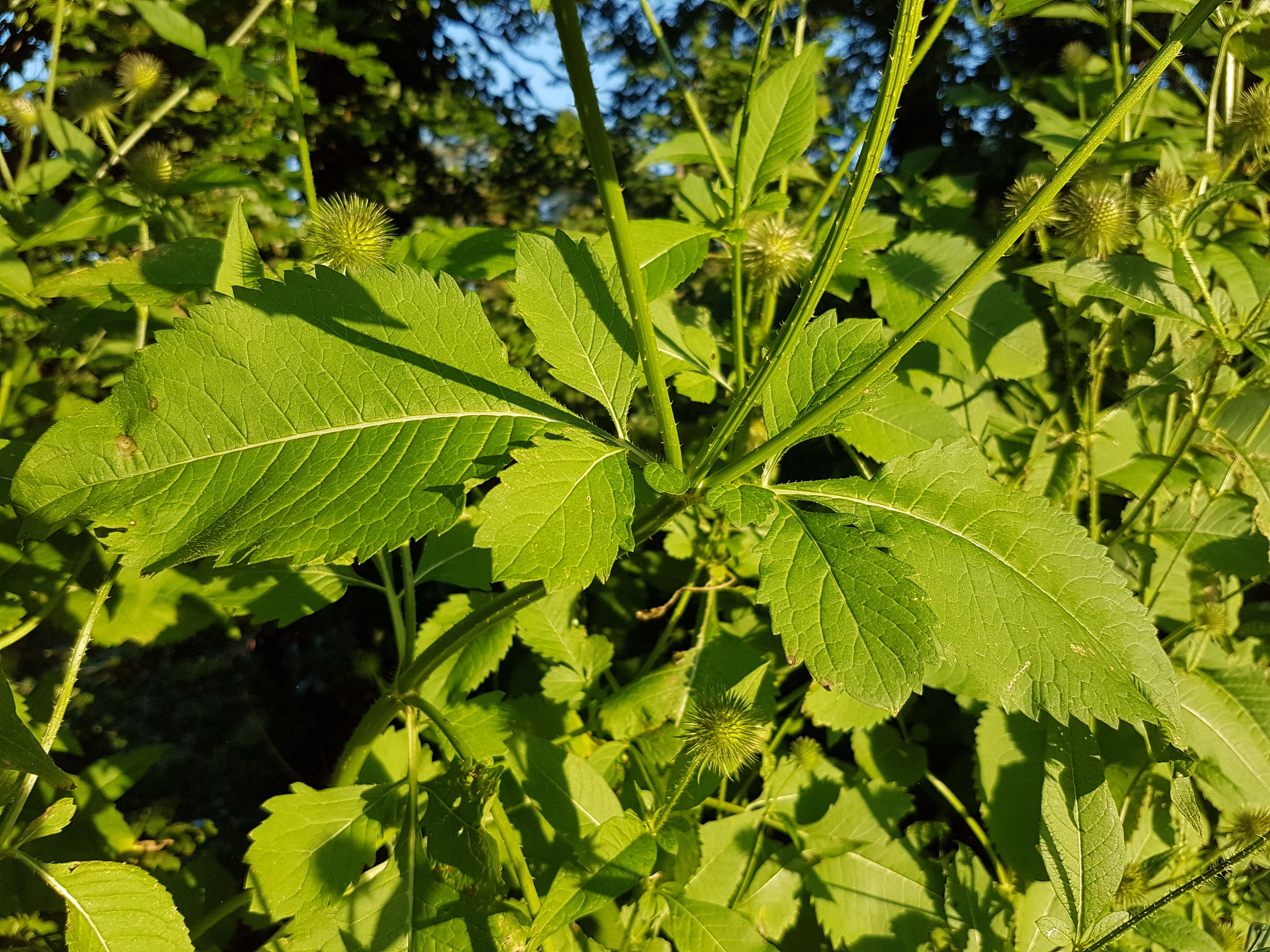
Bovenste stengelblad
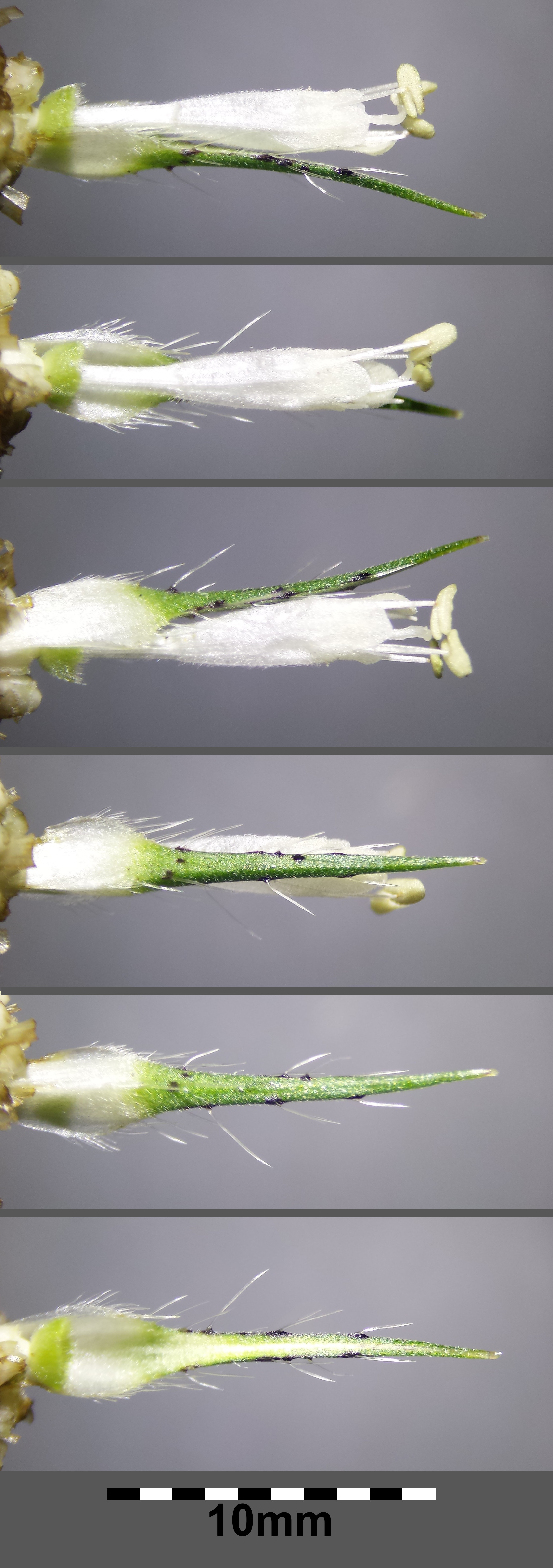
Stroschub